# Selo do presidente dos Estados Unidos
O selo do presidente dos Estados Unidos é usado para marcar correspondências do presidente dos Estados Unidos para o Congresso dos EUA e também é usado como um símbolo da presidência em si. O design central, baseado no Grande Selo dos Estados Unidos, é o brasão oficial da presidência dos EUA e também aparece na bandeira presidencial.
O selo presidencial foi desenvolvido por costume ao longo de um longo período antes de ser definido em lei, e sua história inicial permanece obscura. O uso de selos presidenciais remonta pelo menos a 1850, e provavelmente muito antes. O design básico do selo atual teve origem com Rutherford B. Hayes, que foi o primeiro a usar o brasão em convites da Casa Branca em 1877. O design preciso data de 1945, quando o presidente Truman o especificou na Ordem Executiva 9646. As únicas mudanças desde então foram em 1959 e 1960, que adicionaram a 49ª e 50ª estrelas ao círculo seguindo as admissões do Alasca e do Havaí como estados.

## Design e o simbolismo
O selo atual é definido na Ordem Executiva 10860, feita pelo Presidente Dwight D. Eisenhower em 5 de fevereiro de 1960, e efetiva desde 4 de julho de 1960. Ela declara:
O Brasão de Armas do Presidente dos Estados Unidos deve ser do seguinte design:

ESCUDO: Dividido em faixas de treze peças em prata e vermelho, um chefe azul; sobre o peito de uma águia americana exibida segurando em seu talon direito um ramo de oliveira e em seu sinistro um feixe de treze flechas, tudo apropriado, e em seu bico um pergaminho branco inscrito "E PLURIBUS UNUM" em preto.
TIMBRE: Atrás e acima da águia uma glória radiante em ouro, sobre a qual aparece um arco de treze nuvens apropriadas, e uma constelação de treze estrelas prateadas.
O todo cercado por estrelas brancas dispostas na forma de um anel com um ponto de cada estrela voltado para fora nas linhas centrais radiantes imaginárias, o número de estrelas conforme ao número de estrelas na união da Bandeira dos Estados Unidos conforme estabelecido pelo capítulo 1 do título 4 do Código dos Estados Unidos.

O Selo do Presidente dos Estados Unidos deve consistir no Brasão de Armas cercado pelas palavras "Selo do Presidente dos Estados Unidos".
O brasão (design) é essencialmente o mesmo que o anverso do Grande Selo dos Estados Unidos definido em 1782, embora com algumas cores extras especificadas, e uma disposição diferente das estrelas, nuvens e glória do que é tipicamente visto nas versões modernas do Grande Selo. O único elemento puramente distinto é o anel de 50 estrelas, representando os 50 estados. Da mesma forma, o simbolismo segue o do Grande Selo:
- As faixas no escudo representam os 13 estados originais, unificados sob e apoiando o chefe. O lema (significando "De muitos, um") alude ao mesmo conceito.
- O arco de treze nuvens e as treze estrelas também se referem aos 13 estados originais.
- O ramo de oliveira e as flechas denotam os poderes de paz e guerra.

## Usos

### Uso oficial
O selo real é usado apenas em correspondências do presidente para o Congresso dos Estados Unidos, fechando os envelopes com selos de cera. Este tem sido o uso principal ao longo da história do selo, embora usos isolados tenham sido feitos para correspondência com outros membros do governo. Documentos assinados pelo presidente quando representando a nação são, em vez disso, selados com o Grande Selo dos Estados Unidos.
Estritamente falando, o cunho de bronze usado na Casa Branca é o único selo real do presidente – outras versões são tecnicamente "fac-símiles". O Bureau of Engraving and Printing possui outros cunhos, usados para produzir tais fac-símiles em documentos, papelaria e convites conforme solicitado pela Casa Branca. Outras versões do selo são frequentemente usadas como um símbolo visual para representar o presidente e são mais frequentemente vistas:
- no púlpito Blue Goose em coletivas de imprensa presidenciais e comícios de campanha
- nos lados dos transportes presidenciais Air Force One, Marine One e na limusine presidencial
- no centro do teto do Salão Oval da Casa Branca
- afixado no Balcony Truman, também conhecido como o Pórtico Sul durante uma Cerimônia de Chegada de Estado

O brasão presidencial (o dispositivo central no selo, ou seja, sem a legenda circundante "SELO DO PRESIDENTE DOS ESTADOS UNIDOS") tem um uso ainda mais amplo. Aparece:
- na bandeira presidencial

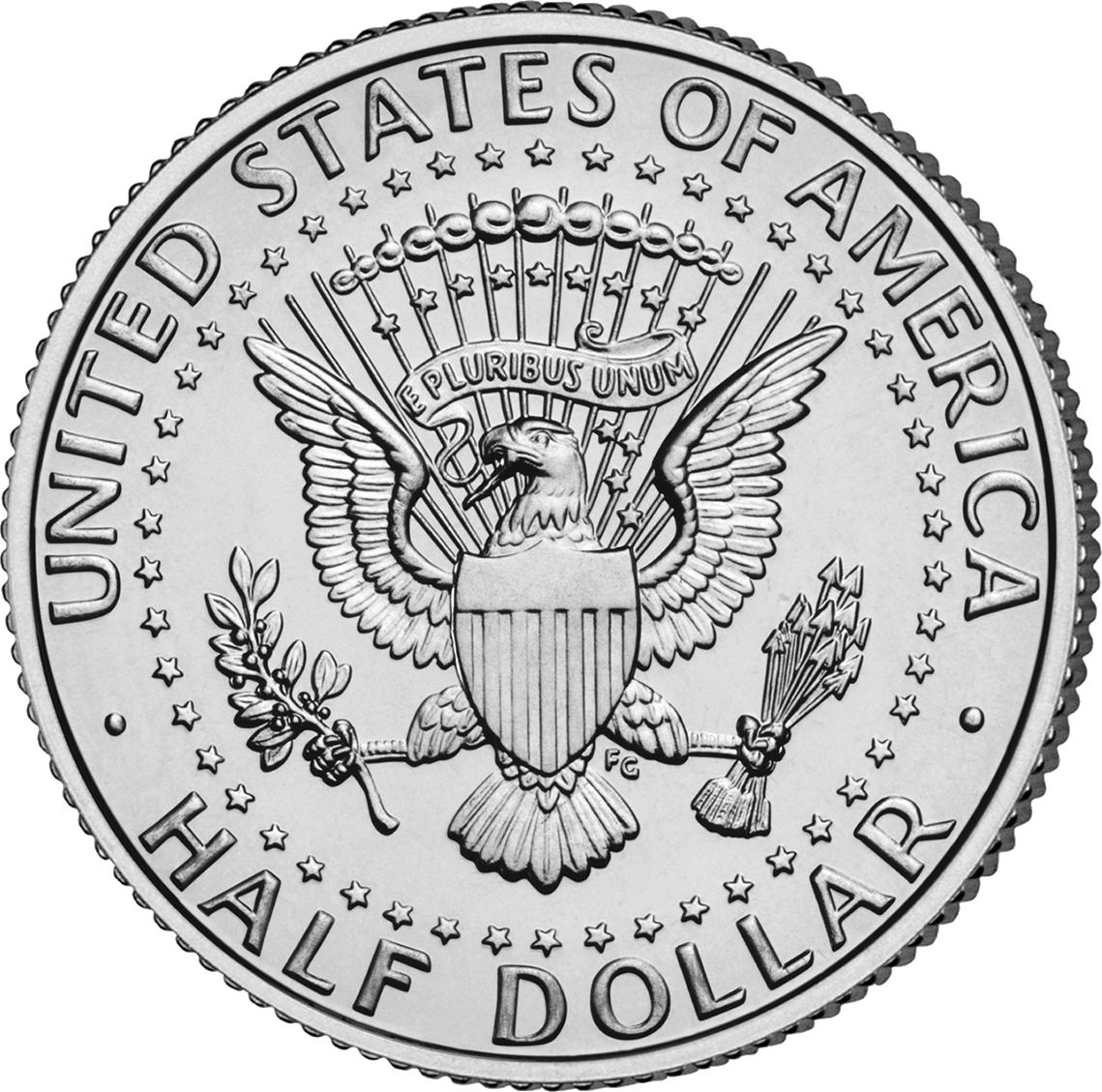
O reverso do meio dólar Kennedy, 1964–1975, 1977–até o presente

- no reverso do meio dólar Kennedy (1964–1975, 1977–presente), circundado com "UNITED STATES OF AMERICA" na parte superior e "HALF DOLLAR" na parte inferior. Para o Bicentenário dos Estados Unidos, uma representação do Independence Hall foi usada no reverso da moeda. O selo voltou ao reverso a partir de 1977.
- no centro do icônico tapete oval no Salão Oval da Casa Branca (cada presidente tipicamente desenha o seu próprio, mas a maioria dos tapetes desde o presidente Truman usou o brasão).[5]
- incorporado na Insígnia de Serviço Presidencial emitida para o pessoal militar dos EUA.
- em muitas versões da porcelana presidencial, como a porcelana Wilson ou Reagan, que é frequentemente usada em jantares de estado na Casa Branca.
- nos locais de sepultamento de ex-presidentes (por exemplo, Wilson e Reagan).

### Uso regulado
Em geral, o uso comercial do selo é proibido pelo 18 USC 713 do Código dos Estados Unidos, e mais definido pelas Ordens Executivas 11916 e 11649. O Serviço Secreto dos Estados Unidos está autorizado a usar o selo em conjunto com vendas de arrecadação de fundos para seu fundo beneficente.
O uso não oficial do selo é regulamentado pelo Escritório de Gráficos e Caligrafia da Casa Branca e monitorado pelo escritório do Conselho da Casa Branca. Em 28 de setembro de 2005, Grant M. Dixton, conselheiro associado de George W. Bush, solicitou que o jornal satírico The Onion removesse o selo presidencial de seu site. O Escritório de Gráfico e Caligrafia aprovará o uso do selo na aplicação de presentes oficiais, um exemplo sendo sua aplicação em uma caixa de cigarros de prata apresentada como um presente a Franklin D. Roosevelt.

## Cultura popular
O selo às vezes é usado em forma modificada como ferramenta de marketing ou para fazer uma declaração política. O grupo de punk rock os Ramones usou uma variação pessoal do selo como seu logotipo, substituindo as flechas por um taco de beisebol e a inscrição ao redor dele pelos nomes dos membros, e também alterando o lema e o design no escudo. Blink-182 e outras bandas também usaram o logotipo em camisetas. Algumas marcas de moda (principalmente para adolescentes) também usaram o logotipo como um design adicional para acessórios como bolsas. Além disso, a sequência de menu animada em todos os DVDs de The West Wing contém uma versão ligeiramente alterada do selo (40 estrelas, nome do país adicionado, fita segmentada). No vídeo de apoio para "VX Gas Attack" do Skinny Puppy, apresentado no DVD do Greater Wrong of the Right LIVE, outra versão modificada do selo é mostrada (o ramo de oliveira e as flechas são substituídos por bicos de gás sangrando, e a águia é substituída por uma caveira). Também é usado pelo grupo de rap The Diplomats como seu logotipo comercial, exceto que o ramo de oliveira e as flechas são geralmente substituídos por duas armas e a palavra "Diplomats" está no centro da águia. No jogo de vídeo Metal Wolf Chaos, a armadura potencial titular é pilotada pelo presidente Michael Wilson, o protagonista, e é adornada com grandes imagens do selo, embora modificadas da versão da vida real.

## Incidente de 2019

O selo falso de 2019

No dia 23 de julho de 2019, o presidente Donald Trump, o quadragésimo quinto presidente, fez um discurso para jovens republicanos no Turning Point USA Teen Student Action Summit 2019 em frente a uma tela na qual uma caricatura paródica do selo foi projetada. O gráfico foi trocado após 80 segundos. Na época, ninguém da Casa Branca, da instalação de hospedagem, da organização anfitriã ou dos organizadores do cúpula parecia ter conhecimento da substituição. A história foi relatada pelo The Washington Post em 24 de julho, incluindo fotos e vídeo de Trump falando diante do selo falso. Posteriormente, o Turning Point USA culpou um funcionário de áudio-visual pela gafe.
O "selo falso" mostrava uma águia de duas cabeças, na tradição do estado russo (sugerindo interferência russa na política dos EUA). Em uma garra, as flechas haviam sido substituídas por tacos de golfe (representando a conexão do presidente com o esporte), enquanto a outra segurava um maço de notas de dinheiro. O chefe do escudo continha cinco dispositivos de martelo e foice em branco; e o lema E pluribus unum havia sido substituído pela frase 45 es un títere, em espanhol para "Número 45 é um fantoche".
O gráfico havia sido desenhado e comercializado em 2016 como uma piada por Charles Leazott, um republicano desiludido que se opunha ao presidente Trump. Ele mais tarde comentou que o perpetrador não identificado era "ou extremamente incompetente ou o melhor troll de todos os tempos. De qualquer forma, eu os amo." Ele posteriormente exibiu uma imagem de Trump falando diante de seu design de selo no site para seus produtos relacionados.